# بورنونفيل (باد كاليه)
بورنونفيل، باد كاليه (بالفرنسية: Bournonville, Pas-de-Calais)‏ هي بلدية تقع في إقليم باد كاليه من منطقة نور با دو كاليه في شمال فرنسا. تبلغ مساحة هذه المدينة 8.71 (كم²)، وترتفع عن سطح البحر 45 م، يبلغ عدد سكانها 226 نسمة حسب إحصاء المعهد الوطني للإحصاء والدراسات الاقتصادية سنة 2009 م. وترأس Joël Mabille البلدية خلال فترة (2008-2014).